# Welliton
Welliton (* 22. Oktober 1986 in Conceição do Araguaia, Pará; gebürtig Welliton Soares Morais) ist ein ehemaliger brasilianischer Fußballspieler (Stürmer) und galt als eines der größten Sturmtalente Brasiliens. Aufgrund seiner Flexibilität kann er auch im Mittelfeld eingesetzt werden.

## Karriere
Welliton begann seine Fußballerkarriere beim Goiás EC, bei welchem er auch im Jahre 2005 in die erste Mannschaft aufstieg, bei 26 Einsätzen neun Tore erzielte sowie Stammspieler wurde. Am 28. Dezember 2006 wechselte der damals 20-jährige Welliton auf Leihbasis zu Ituano FC in die zweithöchste brasilianische Spielklasse, die Série B. 2007 wechselte er wieder zurück zu Goiás EC, wo er bei 26 Einsätzen sechs Tore erzielte und von wo er dann am 25. Juli 2007 zu Spartak Moskau in die höchste russische Spielklasse, die Premjer-Liga, wechselte, wo er einen Vertrag bis zum Jahr 2012 unterzeichnete.
Zur Saison 2014/15 wechselte er in die türkische Süper Lig zum Aufsteiger Mersin İdman Yurdu.
Im Sommer 2016 wurde er gemeinsam mit seinen beiden Teamkollegen Muammer Yıldırım und Préjuce Nakoulma vom Erstligisten Kayserispor verpflichtet. In der Saison 2016/17 erzielte Welliton in 28 Spielen 12 Tore. Kurz vor dem Beginn der Saison 2017/18 löste der Stürmer seinen Vertrag mit Kayserispor auf. Hier beendete er seine erste Saison mit 12 Toren in 28 Ligaspielen und erlebte damit seine erfolgreichste Saison in der Türkei. Nach Saisonende wurde sein Vertrag nach gegenseitigem Einvernehmen mit der Vereinsführung aufgelöst, nachdem zuvor beide Seiten aufgrund ausstehender Gehaltszahlungen in Disput geraten waren.
Welliton ging in die VAE, wo er bei Sharjah FC unterzeichnete. Die Ablösesumme bei dem Transfer betrug 1,5 Millionen Euro. Nach zwei Jahren wechselte Welliton zum Ligakonkurrenten al-Wasl, wo er die Saison 2019/20 verbrachte. Für die Folgesaison kehrte er zu Sharjah zurück. Ab September 2021 trat er in seiner Heimat wieder für seinen Jugendklub Goiás an. Nach Beendigung der Série B 2021 Ende November erhielt keinen neuen Kontrakt.

## Erfolge
- Staatsmeisterschaft von Goiás: 2006

## Auszeichnungen
- Torschützenkönig Premjer-Liga: 2009, 2010